# Мид-Суффолк
Мид-Суффолк (англ. Mid Suffolk) — неметрополитенский район (англ. non-metropolitan district) в графстве Суффолк (Англия). Административный центр — город Нидем-Маркет.

## География
Район расположен в центральной и северной части графства Суффолк, граничит с графством Норфолк.

## Состав
В состав района входит три города:
- Ай
- Нидем-Маркет
- Стоумаркет

и 119 общин (англ. civil parish).